# Vuelta a Lieja
La Vuelta a Lieja es una carrera ciclista amateur por etapas belga creada en 1962.

## Palmarés
| Año       | Ganador               | Segundo              | Tercero              |
| --------- | --------------------- | -------------------- | -------------------- |
| 1962      | Julien Stevens        |                      |                      |
| 1963      | Roger Swerts          |                      |                      |
| 1964      | Leopold Heuvelmans    |                      |                      |
| 1965      | Marcel Van Rooy       |                      |                      |
| 1966      | Horst Ruster          |                      |                      |
| 1967      | Henk Hiddinga         |                      |                      |
| 1968      | Willy Van Uytsel      |                      |                      |
| 1969      | Jean-Claude Alary     |                      |                      |
| 1970      | Marcel Sannen         |                      |                      |
| 1971      | Jan Van De Wiele      |                      |                      |
| 1972      | Milos Hrazdira        |                      |                      |
| 1973      | Alain Kaye            |                      |                      |
| 1974      | Henk Smits            |                      |                      |
| 1975      | Ferdi Van Den Haute   |                      |                      |
| 1976      | René Martens          |                      |                      |
| 1977      | Christian Dumont      |                      |                      |
| 1978      | Daniel Willems        |                      |                      |
| 1979      | Guy Nulens            |                      |                      |
| 1980      | Derek Hunt            |                      |                      |
| 1981      | Herman Winkel         |                      |                      |
| 1982      | Tony De Ridder        |                      |                      |
| 1983      | Rinus Ansems          |                      |                      |
| 1984      | Jan Siemons           |                      |                      |
| 1985      | Bjarne Riis           |                      |                      |
| 1986      | Ton Zwirs             |                      |                      |
| 1987      | Dirk Meier            |                      |                      |
| 1988      | Pierre Duin           |                      |                      |
| 1989      | Dirk Meier            |                      |                      |
| 1990      | Thomas Liese          | Olivier Ackermann    | Raymond Meijs        |
| 1991      | Raymond Meijs         | Fabrice Dejardin     | Gino Jansen          |
| 1992      | Allen Andersson       | Michel Lafis         | Denis Minet          |
| 1993      | Aart Vierhouten       | Marc Streel          | Marc Janssens        |
| 1994      | Koos Moerenhout       | Hans van Dijk        | Mario Aerts          |
| 1995      | Stig Guldbæk          | Steven Van Aken      | Peter Van Santvliet  |
| 1996      | Danny In 't Ven       | Daniele De Paoli     | Renaud Boxus         |
| 1997      | Matthé Pronk          | Marcel Duijn         | Nico Vuurens         |
| 1998      | Jurgen Van Roosbroeck | Davy Daniels         | John van den Akker   |
| 1999      | Danny In 't Ven       | Renaud Boxus         | Oliver Penney        |
| 2000      | Oliver Penney         | Thierry De Groote    | Andy Cappelle        |
| 2001      | Stijn Devolder        | David Galle          | Johan Coenen         |
| 2002      | Kevin De Weert        | Pieter Weening       | Philippe Gilbert     |
| 2003      | Johan Vansummeren     | Frederik Veuchelen   | Thomas Dekker        |
| 2004      | Darius Strole         | Grégory Habeaux      | Leonardo Duque       |
| 2005      | Jeroen Boelen         | Jelle van Groezen    | Robert Gesink        |
| 2006      | Kevin Seeldraeyers    | Geert Steurs         | Francis De Greef     |
| 2007      | Ivaïlo Gabrovski      | Ramūnas Navardauskas | Thomas De Gendt      |
| 2008      | Jan Bakelants         | Jelle Hanseeuw       | Thomas Vedel Kvist   |
| 2009      | Thomas Degand         | Bart De Clercq       | Brian Bulgaç         |
| 2010      | Gilles Devillers      | Sander Cordeel       | Arthur Vanoverberghe |
| 2011      | Brian Bulgaç          | Clément Lhotellerie  | Tosh Van der Sande   |
| 2012      | Thomas Sprengers      | Walt de Winter       | Clément Lhotellerie  |
| 2013      | Tom David             | Frederik Backaert    | Jérôme Baugnies      |
| 2014      | Wout van Aert         | Jimmy Janssens       | Gianni Vermeersch    |
| 2015      | Kenneth Van Rooy      | Rob Ruijgh           | Dimitri Peyskens     |
| 2016      | Kevin De Jonghe       | Gianni Marchand      | Jimmy Janssens       |
| 2017      | Jimmy Janssens        | Laurens Sweeck       | Adam Ťoupalík        |
| 2018      | Michiel Dieleman      | Nicolas Cleppe       | Cédric Raymackers    |
| 2019      | Nicolas Cleppe        | Lennert Teugels      | Charlie Meredith     |
| 2020-2021 | No se disputó         | No se disputó        | No se disputó        |
| 2022      | Jason Osborne         | Mauro Verwilt        | Robbe Van Praet      |
| 2023      | Luca Vergallito       | Jelle Vermoote       | Lander Loockx        |
| 2024      | Lucas Jacques         | Jérôme Baugnies      | Tomas De Neve        |